# ТЕЦ Сучава
ТЕЦ Сучава — закрита теплоелектроцентраль на північному сході Румунії.
Первісно на майданчику станції здійснювалось лише виробництво тепла. З 1964 по 1979 рік тут стали до ладу п'ять водогрійних котлів, в тому числі два потужністю по 58 МВт (№ 2 та № 3) та два з показниками по 116 МВт (№ 4 та № 5). В 1982 та 1983 до них додали два парові котли CR-105 потужністю по 72 МВт, які могли постачати промисловим підприємствам по 100 тонн пари на годину.
У другій половині 1980-х майданчик перетворився на теплоелектроцентраль. В 1987 та 1989 роках тут стали до ладу два блоки електричною потужністю по 50 МВт, в яких змонтували котли CR-1244 продуктивністю 420 тонн пари на годину та парові турбіни DSL-50-1.
Основним паливом блоків ТЕЦ було вугілля, для розпалювання якого застосовували природний газ (надходить на північний схід країни по газопроводу від Онешті). Для видалення продуктів згоряння спорудили димар висотою 180 метрів.
Видача продукції відбувалась по ЛЕП, розрахованій на роботу під напругою 110 кВ.
По завершенні опалювального сезону 2012—2013 років блоки ТЕЦ вивели з експлуатації через фінансові проблеми власника (у 2015-му визнаний банкрутом) та екологічну недосконалість. Наразі роботу системи централізованого опалення Сучави забезпечує зведена в середині 2010-х ТЕЦ на біомасі електричною потужністю 31 МВт.